# 任意コード実行
任意コード実行（にんいコードじっこう、英語: arbitrary code execution; ACE）とは，オペレーティングシステムやWebアプリケーションの脆弱性を突いて任意のコード（プログラム）を実行するような攻撃手段を指すコンピュータセキュリティ用語である。TASを用いた（およびそれを人力で再現した）ゲームにおいても似たような意味で使われる。

## 事例
- negative zero問題 - OpenSSLのASN.1実装において任意コード実行される脆弱性[3]
- シェルショック事件 - GNU Bash実装における任意コード実行される脆弱性[4]

## 脚註